# Caniche Peak
Caniche Peak – szczyt w Kanadzie, leżący na granicy Kolumbii Brytyjskiej i Alberty. Jego wysokość wynosi 2552 m n.p.m. Caniche po francusku znaczy pudel – nazwę tę, pochodzącą od kształtu góry, który przypomina głowę pudla, nadał w 1922 roku Arthur Oliver Wheeler.